# John Bonham
John Henry „Bonzo” Bonham (Redditch, 1948. május 31. – Clewer, 1980. szeptember 25.) angol dobos, az angol Led Zeppelin hard rock együttes tagja. A szakma a rocktörténet egyik legjobb előadójának tartja, dobosok generációi tekintik mesterüknek, az Encyclopædia Britannica szerint a hard-rock dobosok első számú modellje. Dobjátékának erőteljességét, precizitását és sebességét – mindenekelőtt jobb lábának gyorsaságát – a zenészek ma is széles körben tisztelik. A rocktörténelem egyik legjelentősebb dobosa, John Paul Jones basszusgitárossal minden idők legjobb ritmus-szekcióját alkották. Ez a ritmusszekció a kölcsönös tiszteleten alapult. John Paul Jones ezt mondta róla: „Bonham volt a basszusgitárosok álma”. Bonham pedig Jonesról: „John Paul Jones hihetetlen volt, minden nap új eszközökkel érkezett a stúdióba zenélni.”
Halálával a zenekar is megszűnt. Fia, Jason Bonham szintén dobol. 1994-ben a Rock ’n’ Roll Hall of Fame-be való beiktatása, illetve 1995-ben az American Music Awards életműdíjának átadása alkalmával is Jason Bonham vette át apja nevében az elismerést. Johnt hányásba fulladva holtan találták egy éjszakába nyúló ivászat után, útban egy következő turné próbájára.

## A Led Zeppelin előtt
John Henry Bonham 1948. május 31-én született a worcestershire-i Redditchben. Édesapja Jack Bonham építési vállalkozó volt (meghalt 1989); édesanyját Joannak hívták. Két testvére Michael (vagy Mick, 1951–2000) és Deborah (született 1962).
John ötévesen kezdett dobolni, eleinte az otthon található eszközökből állított össze felszerelést, amely konzervdobozokból és edényekből állt. „Ötévesen dobos akartam lenni. A fürdősó dobozán játszottam. A pergőm egy kerek ón kávésdoboz volt, amelynek aljára vezetéket rögzítettem. És ott voltak anya edényei.” 10 évesen megkapta édesanyjától élete első dobját, egy pergődobot, majd öt év múlva édesapjától egy komplett Trixon dobfelszerelést, amely „majdnem történelem előtti volt, nagy részét ette a rozsda”. Példaképei Gene Krupa és Buddy Rich voltak. Sohasem tanult dobolni, teljes mértékben autodidakta volt, legfeljebb tanácsokat kért más redditchi dobosoktól. A zenélés már kamaszkorában kitöltötte az életét, iskolaigazgatója szerint vagy kukás lesz, vagy milliomos. Miután a Wiltan House állami iskolát elvégezte, 1964-ben asztalos- (vagy ács-)inasként kezdett dolgozni apja cégében.
Már 14 évesen alkalmi beugróként szerepelt a Blue Star Trio zenekarban, ahol Bill Harvey-t helyettesítette és Terry Beal, valamint Mick Ellis gitáros-énekesekkel zenélt. Egy évvel később már a Gerry Levene & the Avengers együttesben dobolt.
1964-ben csatlakozott első állandó zenekarához, a Terry Webb and the Spidershez, amelyben megint Terry Beal énekelt. Velük zenélt, miközben apja építési vállalkozásában dolgozott, majd úgy döntött, hogy csak a dobolásnak él. Fellépő ruhája extravagáns volt, lila bársonyzakó arany szegélyekkel. Ugyanebben az évben a Senators zenekarban is vállalt beugró szerepet, amelybe Terry Beal, a Blue Star Trio egykori énekese hívta. Bealt Bobby Child helyére hívták meg, és amikor Mick (akinek vezetéknevére senki sem emlékszik a Senators tagjai közül) dobos távozásával új dobos után kellett nézni, Beal Bonhamet ajánlotta. További társai Bill Ford basszusgitáros, Trevor McGowan gitáros-énekes és Graham Dennis ritmusgitáros. Ezzel az együttessel rengeteg tehetségkutató versenyen léptek fel, később szerepeltek a birminghami zenekarokat bemutató, Brum Beat promóciós LP-n egy számmal, amelynek címe „She’s a Mod”. Ezt a számot, az „I Know a Lot About You” cíművel együtt, single formában is kiadták.
1965-ben egy koncerten találkozott először későbbi feleségével, Pat Phillipsszel. Pat miatt majdnem abbahagyta a zenélést: „Megesküdtem Patnak, hogy feladom a dobolást, de minden este, amikor hazamentem, leültem a dobok mögé. Ha nem teszem, rossz lett volna nekem.” Bonzo későbbi egyedi játékstílusa (hangosság és erőteljesség) már ez időben is megvolt, de ekkor még a birminghami klubokban ez nem számított erénynek. Azt mondták róla, hogy elnyomja a zenét. Még 1968 szeptemberében Peter Grant is ezt mondta, mikor a Led Zeppelin először koncertezett. Ekkoriban rendszeresen szerepelt a Pat Wayne and the Beachcombers zenekarban, amelynek különlegessége a két szaxofonos felállás (Dario Capaldi és Brian Finch). Itt alkalmanként az állandó dobost, Brian Sharpe-ot váltotta.
A Nicky James Movementben 1965-ben játszott először. Ebben Roy Wood, a későbbi The Moody Blues alapítója mellett Bev Bevan és Mike Pinder voltak a társai. Ezt követte a Steve Brett and the Mavericks. Itt Steve Brett gitáros-énekes és Dave Holland basszusgitáros mellett dobolt, majd az utóbbi távozásával (aki Miles Davis basszusgitárosa lett) Rick Dene lett a zenekar tagja. 1966-ig a Danny King and the Mayfair Set nevű együttesben is fellépett, amelynek Trevor Burton gitáros távozása vetett véget.
1966-ban a Way of Life-ban játszott 18 hónapig, egy rövid megszakítással. Ekkor énekelt először, mégpedig a Hey Joe-ban. Társai Mike Hopkins gitáros, Tony Clarkson basszusgitáros és Reg Jones énekes. Érdekesség, hogy néhány koncerten két dobossal játszottak, kiegészülve Bugsy Eastwooddal.
1967-ben a Crawling King Snakes-be távozott Nigel Knowles helyére, itt zenélt először együtt Robert Planttel, gyermekkori barátjával. Tagok voltak még Ian 'Inky' Watts gitáros, Bruce 'Maverick' Oakes basszusgitáros és Johnny Pasternak gitáros.

### Közvetlen előzmények (1967–1968)
Gyermekének megszületése (1966) után komolyan kellett vennie a zenélést, mivel a családját el kellett tartania. 1967-ben Bonzo és Robert is a szülővárosaikhoz legközelebb eső nagyvárosban, Birminghamben próbálkoztak sikeressé válni, ennek köszönhetően ismét találkoztak. Megalakult a Band of Joy Kevyn Gammond gitárossal és Paul Lockey basszusgitárossal. Ekkor Plant javaslatára Bonhamet kérték fel dobosnak. A Band of Joy volt Bonzo életében az első zenekar, amellyel rendszeres jövedelemhez jutott, mivel sokat koncerteztek, és egy-egy fellépés 60–70 £ bevételt hozott. E zenekarnak több demófelvétele készült a Regent Sound Studiosban, már ekkor a későbbi Led Zeppelinhez hasonló bluest játszottak. Felvételeik az „Adriatic Sea View”, „For What is’s Worth”, „Hey Joe”, „Memory Lane”, „I Gotta Find My Baby”, a koncerteken ezeken kívül a „Sweet Mary”, „If I Where a Carpenter” és a „Hang on to a Dream” című szerzeményeket adták elő. Plant ’66 to Timbuktu lemezére felkerült két 1967-es felvétel, a „Hey Joe” – Billy Roberts szerzeménye, de általában Jimi Hendrix interpretációjában ismert, amely ebben az évben jelent meg kislemezen – és a „For What it's Worth” (ezt a dalt pedig később a Led Zeppelin játszotta néhány alkalommal egyvelegek betétszámaként). Bonzo dobolt Robert ez év őszén megjelent kislemezén is.
A zenekar 1966–1968 között működött, ekkor szerte Angliában turnéztak az amerikai Tim Rose támogatásával. 1968 elején felléptek a legendás Marquee-ban. Csak előzenekarként, mégis Phil Collins úgy emlékezett erre az estére 1980-ban, hogy felállva tapsolta meg Bonzót. Rövid idő múlva ez a formáció feloszlott, mert Rose Steve Dolan basszusgitárossal saját zenekart alapított, ahová elhívta Bonhamet is. A Tim Rose Band nem rögzített felvételeket, hanem szerte Angliában turnéztak.
Ekkorra már Birmingham tágabb környékén, majd Londonban is elismert dobos volt. Többen hívták játszani zenekarukba, közöttük Chris Farlowe és Joe Cocker is, valamint Tim Rose, aki Jimi Hendrix dalának, a „Hey Joe”-nak, illetve a Plant által jóval később feldolgozott Morning Dew-nak volt a szövegírója. Végül Tim Rose meghívását fogadta el: dobos lett nála, heti 40 fontos fizetéssel.

### The New Yardbirds (1968 szeptembere)
Jimmy Page 1968 nyarán társakat keresett, hogy a Yardbirds lekötött turnéját teljesíteni tudja. Terry Reid lett volna a kiszemelt énekes, aki azonban elfoglaltsága miatt nem fogadta el az ajánlatot. Page és Grant szerint Plantet ajánlotta maga helyett, más változat szerint Page-nek Alexis Korner hívta fel a figyelmét Plantre, vagy Tony Secunda, a Procul Harum menedzsere. Plant pedig beajánlotta Page-nél Bonhamet. Page illusztris listából válogathatott, B. J. Wilson (Procul Harum) és Ginger Baker (Cream) is a listán volt. Volt néhány jelöltje a session-zenészek között is, mint Clem Cattini vagy Aynsley Dunbar. A Yardbirds azonban 1967-ben olyan siralmas eredményt produkált, hogy mindenki visszautasította a megkeresést. Jimmy Page így kapott a terveiben nem szereplő ötleten, és a szinte ismeretlen, de elemi erővel doboló Bonzót választotta. Plant ugyanis megszervezett egy koncertlátogatást a hampsteadi Country Clubba. Page így emlékszik: „Amikor megláttam, micsoda cséplőgép ez a Bonzo, rögtön tudtam, piszkosul illene a csapatba. Pontosan ugyanazt játszotta, mint én.”
Plantnek azonban csak hosszas győzködés után sikerült kimozdítani őt Tim Rose-tól. Később azt mondta, hogy nyolc táviratot küldött. Peter Grant vette át az ügyet, aki további negyven távirat után személyesen ment el Bonzóhoz, hogy elcsábítsa a New Yardbirdsbe. A táviratokat azonban már csak azért sem kapta meg, mert éppen Farlowe turnéján dobolt. Bonzónak ugyanis több lehetősége volt az adott időben – például Joe Cocker, vagy Chris Farlowe – és ő ekkor inkább a biztos kereset preferálta volna. Végül a meghallgatott zene és Plant személyes barátsága alapján választott: „Úgy döntöttem, a zenéjük jobban tetszik, mint Cocker vagy Farlowe zenéje.” „Joe Cocker, Chris Farlowe, Robert és Jimmy is érdekelt. Sok mindent kellett vizsgálni. Nem csak az volt a kérdés, ki biztosítja a legjobb kilátásokat, hanem hogy ki csinálja majd a megfelelő típusú zenét... De már ismertem a Band of Joyból Robert Plantet, akit szerettem, és tudtam, ki az a Jimmy Page, ezért úgy döntöttem, hogy az ő zenéjük lesz a jobb. És ez bejött.”
John Paul Jones basszusgitárossal végül összeállt a New Yardbirs. Az 1968. augusztus 19-i első közös próba már Londonban volt, ahol a „Train Kept a Rollin’” című szerzeményt játszották a Yardbirds repertoárjából. Ez és az „I Can’t Quit You Baby” fel is került a New Yardbirds augusztus végén megjelenő kislemezére. Jones így emlékszik az első próbára: „Amint meghallottam John Bonham játékát, éreztem, hogy minden klappol majd – ez a srác nagyon tud, és veszettül tolja. Azonnal összeállt a kép. Erős dobos volt, mi meg rock and rollt játszottunk, nem szordínóra volt szükségünk. Egész lényéből áradt az erő, én meg basszusgitárosként ezt szeretem.”
A zenekar első komoly közös tevékenysége P. J. Proby Three Week Hero című albumának felvétele volt, majd 1968 szeptemberében megindult a New Yardbirds turné, bár több alkalommal egyszerűen Yardbirds néven léptek fel. Tíz nap alatt kilenc fellépésük volt. Szeptember 17-én tértek vissza Angliába, és október 4-én már Led Zeppelin néven játszottak a newcastlei Mayfair Ballroomban.
| „            | Ha megfelelőek a körülmények, nincs jobb dobos John Bonhamnél. Tudta, hogyan kell belőni a dobjait. Én mindig is úgy gondoltam, hogy a dobok adják a zenekar gerincét. Minden mást erre kell alapozni – a basszusra és a dobokra. | ” |
| – Jimmy Page | |   |

## Led Zeppelin

### 1968–1970
Az igazi sikert a Led Zeppelin 1968-as megalakulása után érte el. A zenekar sikerét nagy részben ő hozta a hihetetlenül sokszínű játékával. Ha kellett, tudott nagyon lágyan már szinte drámaian játszani, mint a Thank You című számban, ahol halk és visszafogott. Híresen hosszú és nehéz dobverőivel („Bonzó faágacskái”) legtöbbször kemény és precíz, néha „szertelen” volt. Különleges képességeként említik, hogy pontos játékát úgy tervezte meg, mintha mindig késésben lenne a gitárriffhez képest. Ezt legjobban a Black Dog című számban hallani. Itt a kíséret természetes üteme a 2/4 lett volna, ám Bonham 4/4-et játszik alatta. A szám a középrészben 5/8-ra vált, ami nagy ritkaság a rockzenében. Ebben a szakaszban is 4/4 a dobütem, vagyis a dobhang és a riff csak bizonyos számú ütem után találkozik újra. Ez a szakasz mindössze 7 másodperces a számban (0:42 és 0:49 között). Ám alig három másodperc múlva Bonham átmegy 2/4-be, ezt viszont a pergőn nem követi, mintha továbbra is 4/4-ben lenne. Ezt 12 másodperc múlva a verze követi, ismét a kifordult ritmussal. Barney Hoskyns véleménye szerint a „Black Dog” a „rock and roll egyik legtekervényesebb dala, és a Led Zeppelin készletében a legördögibb, legerőteljesebb szám”.
A Led Zeppelin 1969. január 12-én megjelent debütáló albumának nyitószáma, a Good Times Bad Times mindjárt erősen épített Bonham kivételes tehetségére. A dalban sorozatban játszott 2/16 alatt dupla tripletteket, és mindezt egy lábdobon tette. A két lábgépes (vagy két lábdobos) összeállítást egyetlenegyszer próbálta ki. A triplett-technikát sok későbbi rockdobos használta, és nagyon sokan csak duplázóval vagy két lábdobbal tudták utánozni. Page szerint: „emberfeletti, amikor rájössz, hogy ő nem két lábdobbal játszik”.
A zenekar egyik legismertebb, legendás sikere, a Moby Dick – eleinte Pat’s Delight címmel – pedig Bonham szenzációs szólószáma. Ezt a szerzeményt első alkalommal már 1968. december 30-án, a USA-beli Spokane-ben (Washington állam) adták elő, és ettől kezdve igen ritka fellépés volt, amikor nem játszották el. (Bővebben: a Led Zeppelin koncertjeinek listája.) A dalt Page és Jones parádés riffjei vezetik fel, majd Bonzót magára hagyják és elkezdődik a lenyűgöző dobszóló. Az 1969. október 22-én megjelenő II. albumon 4 perc 21 másodperc hosszúságú stúdióváltozatot a koncerteken 15–20 perces virtuóz alkotássá bővítette. A felvezető téma után letette az ütőket és tenyérrel dolgozott a bőrökön, cineken, kongákon. Majdnem minden koncerten eljátszották a Moby Dicket, sosem volt kétszer egyforma, és a közönség utána percekig ünnepelte. A dobszóló az 1976-ban kiadott, de 1973. július 29-én a Madison Square Gardenben felvett The Song Remains the Same albumon, majd a How the West Was Won című koncertválogatáson az 1972. június 27-én rögzített változata is megtalálható, valamint az 1970. január 9-én, a Royal Albert Hallban rögzített műsor DVD-n is látható. „Általában húsz percen keresztül játszottam, de a leghosszabb volt vagy harminc perces. Ez hosszú, de amikor játszom, repül az idő.” A Moby Dick albumváltozata viszont gyenge, nincs sodra, nincs tetőpontja vagy valamilyen szerkezete, összedobált ötlethalmaznak tűnik első hallásra. Ez azért van, mert tényleg az. Page a különböző stúdiókban felvett szólódarabkákat szerkesztette egybe, és legyen bármilyen zseniális stúdiómunkás, ezt nem sikerült élővé varázsolnia. Bonham egy interjúban így kommentálta: „Nem úgy volt, hogy leültem és feljátszottam a lemezre szánt dobszólót. Úgy rakták össze darabokból.”
Bonzo próbatermi improvizációi több dal ötletét adták, ilyen például a „Rock and Roll”. E szám minden változata egy jellegzetes dobtémával kezdődik, amely Little Richard „Keep a Knockin'” című alkotásának bevezető üteme. Bonham az egyik próbán lazításként kezdte el játszani, amelyhez társai rögtön kíséretet improvizáltak. A mindössze három nekifutással felvett kész mű annyira tetszett a társaságnak, hogy a IV. albumon kiadták, és a koncertműsorokban 1971. decemberétől állandó műsorszám lett. Először 1971. március 5-én, a belfasti Ulster Hallban adták elő nyilvánosság előtt, élőben. Az 1972. június 27-i előadását a How the West Was Won című koncertválogatáson, az 1973. július 29-én elhangzottat pedig a Song Remains the Same című koncertalbumon adták ki.
A „Rock and Roll” a „Four Sticks” felvételei közben jött létre. Mégpedig azért, mert Bonzót nagyon frusztrálta, hogy a szám 5/4-es ütemével nem nagyon tud mit kezdeni. A szám címe abból jött, hogy négy dobverőt fogott a kezébe a súlyos riff megfelelő alátámasztásához, de maga az alap ritmusképlet nem fekszik neki. Páros ütemekből kiváló volt, de a páratlan ütemekből csak a 3/4-et szerette, ezért a szám felvételei közben végig az ütemmel küzdött, semmiféle díszítést nem enged meg magának, nehogy kiessen a tempóból, ami alól csak a középrész 6/4-es tempója kivétel. Ezt a számot később sosem játszották koncerteken, mert féltek, hogy teljesen szétesik.
A „Four Sticks” ellenpéldája a „The Crunge”, amely megmutatja, hogyan lehet szvinget játszani soul alá, a hard rock egyszerű riffjeit átvinni egy magasabb dimenzióba. Ez a szám Bonzo egyik legnagyobb zenei teljesítménye az alapütemeket illetően.
Első kritikáit a koncertek alapján kapta, az eredmény vegyes volt. A Melody Maker szerint erőteljes dobos, talán túl erőteljes. A Sunday Denver Post szerint a dobszóló ötlettelen és sablonos. A valódi zenészek azonban másképp értékelték a teljesítményét. 1969. április 9-én Tolworth-ban koncerteztek egy kis kocsmában, ahol Jon Newey is jelen volt, akkoriban mint dobos, később újságíró. Ezt írja róla: „… Aztán ott volt a dobos, Bonham. Ő a többi doboshoz hasonlóan ismerte Carmine Appice stílusát, aki olyan iszonyú erővel játszott, hogy mindenkit elsöpört. A jelek szerint Bonham követni akarta a példáját: erős alapot hozott, ami a csapat blues-zenéjével kombinálva egyszerűen halálos volt.”

### 1970–1980

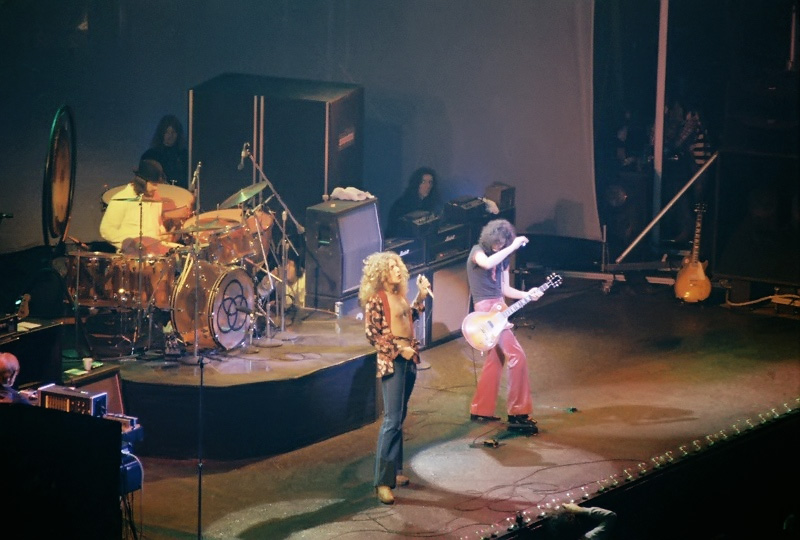
Koncert. 1975, Chicago

John Bonham a Led Zeppelinben megtalálta azokat a társakat, akikkel kompromisszumok nélkül tudott együtt dolgozni. Szeretett ebben a zenekarban játszani, amelyet a barátság tartott össze, és ő maga így kommentálta: „Egyes bandák túlságosan össze vannak zárva és a legenyhébb dolgoktól is szétrobbannak. Mi éppen annyira vagyunk összezárva, amennyire kell. Nálunk soha nem fordulhat elő, hogy valaki elejt egy mondatot, és mindenki szét akar széledni.”
A csúcson is egyszerű megjelenésű, közvetlen ember maradt. Erre jellemző egy 1972-es sztori, amelyet Roy Hollingworth hagyományozott ránk: „Bonzo megérkezik, kezében a dobverőivel. »Megállítottak a színpad bejáratánál, és nem akarták elhinni, hogy a zenekarhoz tartozom. Megkérdezték tőlem, hogy hol a színpadi ruhám. Én meg visszakérdeztem, hogy nem az a lényeg, hogy én hol vagyok?«”
A zenekar 1969-ben szinte állandóan turnén volt, a második albumukat is apránként vették fel a világ különböző stúdióiban. Emellett a Family Dogg és P. J. Proby albumain is részt vettek, sőt Page és Bonham közreműködött hat szám felvételén a Lord Sutch and Heavy Friends albumon, amely 1970-ben Jeff Beck és Noel Redding neve alatt jelent meg. 1970 kora nyarán Bonham azt mondta: „Enyhült a nyomás. Most már többet tudunk Angliában dolgozni.”
A koncertezés a Led Zeppelin számára a legfontosabb tevékenység volt, a stúdiómunkát afféle szükséges rossznak tartották. „Szeretünk játszani, minden koncert fontos számunkra. Ebben az üzletágban nem számít, mekkora híred van, az önteltséget senki sem engedheti meg magának. Ezzel a hozzáállással halott lesz. Ez velünk soha sem történhet meg.”
Mindezek ellenére a Led Zeppelin harmadik amerikai koncertturnéjának botrányai kissé megingatták a zenekarbeli helyzetét. Bonham józanul visszafogott volt, de rengeteget ivott, és részegen viszont agresszív és kötekedő lett. Az 1969 nyári eseményekre minden résztvevő másképpen emlékszik, ezért csak annyi biztos, hogy a Flushing Meadow Festival alkalmával – ahol egyébként a Led Zeppelin éppen nem lépett fel, csak a Jeff Beck Group és a Ten Years After, a Vanilla Fudge előzenekaraként – minden jelenlévő elég részeg volt ahhoz, hogy kötekedő legyen. Már a kezdet sem biztatott sok jóval, az első előzenekar, a Jeff Beck Group már a színpadon egymásnak esett: „Olyan igazi hőbörgős nap volt. Mindenkinek száz százalékon állt az energiaszintje, és mindenfélével hajigáltuk egymást a színpadon. Én Alvin Leehez vágtam egy korsó narancslevet, a sziruptól ragacsos lett a gitárja. Hülyeségeket csináltunk. Három brit zenekar, összezárva? Egyenlő a botránnyal.” (Jeff Beck) Ám ha nem volt elég a három zenekar, ott volt a Led Zeppelin is nézőként, és a Jeff Beck Group még csak a ráadásainál járt, amikor a Led Zeppelin tagjai felrohantak a színpadra, és párhuzamos előadásba kezdtek. A „kilencfős jam” azóta a rockfolklór része, ezért a részletek homályosak. Úgy tűnik azonban, hogy Bonzo volt a legrészegebb és legagresszívebb. Richard Cole könyve szerint Page ezek után neki mondta: „Bonzónak valahogy össze kell szednie magát. Ő a saját legnagyobb ellensége, és lehet, hogy nekünk is ő a legnagyobb ellenségünk.”
Richard Cole a Stairway to Heaven: Led Zeppelin Uncensored című könyvében más botrányokkal is részletesen foglalkozik: hotelszobák tönkretétele, töméntelen mennyiségű ital elfogyasztása, felháborító és ijesztő, durva viccek alkalmazása. Richard Cole-ról azonban Jimmy Page később elítélően nyilatkozott. Szerinte a Led Zeppelin turnémenedzsere folytonosan túloz. Kirúgták a zenekarból, ezután mindenféle rosszízű pletykákat terjesztett. Már Stephen Davis újságíró könyvének anyaga is nagyrészt tőle származott, amelyben tényként ír arról, hogy Jones kivételével az együttes tagjai szerződést kötöttek az ördöggel. A zenekar tagjai rendkívül elítélően nyilatkoztak a Hammer of Gods című könyvről.
A nevezetes esemény után fél évvel, 1970 januárjában, a Disc magazinnak adott interjúban ezt mondta magáról: „Szeretem, ha folyamatosan emberek vesznek körül. Bulizunk, szórakozunk, vagy simán csak hülyülünk. Elég zajos fickó vagyok… valószínűleg a legzajosabb négyünk közül. Egyébként én sem vagyok más. Szeretem csinosítani a környezetemet, kertészkedem, de attól még lobbanékony, hirtelen haragú vagyok – nem szokásom leülni és rágódni a dolgokon.”

## Bonzo és a dobok
Eredetileg egy használt Trixon dobfelszerelése volt, amelyet 15 éves korában kapott. Később egy szintén használt Premier szerelésre váltott, amivel 1969-ig koncertezett. Az első amerikai Led Zeppelin turnén Carmine Appice, a Vanilla Fudge dobosa bemutatta őt a Ludwig dobfelszereléseket gyártó cég képviselőjének, ettől kezdve Bonzo a teljes pályafutása során Ludwig márkájú dobokat használt, amiknek mély és erőteljes hangzása nagyban meghatározta a Led Zeppelin zenéjének karakterét. 1969-ben a Ludwig Studio and Touring Kitt nevű szerelését kapta a Ludwig cégtől. Ebben már megjelent a 26’’-os lábdob, mint a hangzás alapvető eleme. A Ludwig cég termékeihez azért ragaszkodott később is, mert ezen szetekben az akkoriban szokásosnál mélyebb testű és nagyobb átmérőjű dobok is voltak. A dobtestek mindkét tulajdonsága – mélység és átmérő – a hang mélységét és teltségét befolyásolja. Lábdobja (nagydob, basszusdob) például 26 collos volt, míg az általában szokásos a 22 coll volt. Bonzó hangzásvilága ihlette a dobos körökben máig használatos bálnaszívhang megjelölést.
Díszítéseinek és szólóinak alapvető rétegében egyetlen egyszerű elemet találhatunk, a tripletet, amelyet azonban olyan precizitással és változatossággal adott elő, hogy a mai doboktatásban egyszerűen Bonzo tripletjei néven tanítják a kezdő dobosoknak. Carmine Appice-szal kötött barátsága is részben ennek tudható be. Első amerikai koncertturnéjukon Appice kérdezte Bonzót a „Good Times Bad Times” tripletjeiről, mire Bonham közölte vele, hogy épp tőle vette az ötletet. Appice elámult, majd előkereste a Vanilla Fudge első lemezét és meghallgatta saját magát. „Tényleg játszottam egy tripletet, kézzel és lábbal felváltva. De ő csak lábdobon hozta és sorozatban. Teljesen lehidaltam. Azon a turnén lettünk jó barátok”.
Bonzo gyakori technikája az angolban rimshots (körülbelül kemény ütés) nevű ütésmód. Ennek lényege, hogy a verő egyszerre éri el a fejével a bőrt és testével a pergő (vagy valamelyik másik dob) káváját. Ezzel – attól függően, hogy a dobverő feje a kávától milyen messze éri el a bőrt – sokféle tónusú és hatású kiemelt, nyomatékosított hang keletkezik. Ezt a technikát egyaránt használta kiállások ellenpontozására és hangsúlyos díszítések bevezetésére is, de volt néhány dal, amiben folyamatosan használta, mint az „Immigrant Song”, a „When the Levee Breaks”, a „The Ocean”, vagy az „Achilles Last Stand”. Néha igen meglepő helyeken hallható, ezért szinte Bonzo védjegyévé is vált, ilyen például amikor a „Kashmir”-ban, a hegedűkkel játszott főtéma alatt a rimshot technikával üti a lassú ütemet.
A rimshot különösen nagyot szólt Bonzo egy másik jellemzője miatt: a leghosszabb és a legnehezebb szabvány dobverőket használta, amelyeket mások legfeljebb gumilapos gyakorláshoz vettek a kezükbe. Dobverői 5A vagy 5B típusú ovális fejűek. Glen Colson visszaemlékezése szerint Bonzo egy estén akár három párat is széttört. Jeff Ocheltree szerint Bonham titka nem az erőben volt, hiszen a dobokat nem törte össze és a bőröket nem szakította be, hanem az, hogy a kemény ütéseket hogyan helyezi el. Ezt maga Bonzo is megfogalmazta egy interjúban, amikor megkérdezték tőle, hány dobbőrt szakított be: „Egyet sem. Rövid ütéssel is elég keményen megüthető a dob, hogy a bőr könnyedén elrepedjen. A pergőmön lévő bőrnek ez már a harmadik turnéja.”
Saját szavai alapján a zenei stílusok közül leginkább a korai soul hatott rá. A zenéje alapján azonban a funk és annak gitárcentrikus változata, a groove feszes tempói álltak legközelebb hozzá. Ezek rendkívül sokszor megjelennek a Led Zeppelin dalaiban, még akkor is, amikor a zene egésze teljesen távol áll tőlük. Ilyen például a Fool in the Rain is. A groove megjelenik a D’yer Mak’erben, bár ebben reggaes elemek is vannak), a The Crunge-ban, amiben soul és szving is megjelenik, a The Oceanban vagy a The Wanton Songban. A feszes ritmusok a rock and rollban is megjelennek, mint a Darlene üteme, vagy az olyan besorolhatatlan műfajú dalokban, mint a Poor Tom.
| „             | Egyszer valaki megkérdezte tőlem, hogy mi a dobtechnikám? Erre visszakérdeztem, hogy mi az ördög az a technika? Aztán azt mondtam: ez az én technikám – felemeltem a kezemet magasra, és keményen leengedtem. A fejtől a dobig, és minél keményebben, annál jobb. | ” |
| – John Bonham | |   |

### Dobfelszerelései[66]
1968 előtt: Trixon, majd Premier.
1968-ban Ludwig Super Classic Green Sparkle és Ludwig Black Diamond Pearl
- 13×9’’ tam;
- 16×16’’ tam;
- 22×14’’ lábdob;
- 14×5’’ Ludwig Supraphonic vagy Ludwig 20’s/30’s COB Tube Lug pergő.

1969–1970: Ludwig Studio and Touring Kit, más néven Thermo Gloss Natural Maple
- 14×12’’ tam;
- 16×16’’ tam;
- 18×16’’ tam;
- 14×6,5’’ Ludwig Chrome Supraphonic pergő;
- 12’’ Ludwig Conga (2 db);
- 26×14’’ lábdob.

Ezzel a szereléssel próbálta ki a „Communication Breakdown” egy demófelvétele alkalmával a két lábdobos összeállítást, amit soha többet nem használt. A Good Times Bad Times híres tripletjeit a Ludwig Speed King típusú lábgépével, egy lábbal játszotta.
1971–1973 között Ludwig Green Sparkle típusú szerelés:
- 14×10’’ tam (külön pergőállványon);
- 16×16’’ felső tam;
- 18×16’’ oldaltam;
- 26×14’’ lábdob;
- 14×6,5’’ Ludwig Chrome Supraphonic 402 pergődob;[67]
- 29’’ Machine üstdob 1972-től;
- 29’’ és 32’’ Universal üstdob 1972-től;
- Ludwig Speed King lábgép.

Ezt a dobfelszerelést 1973-ig használta koncerteken. Stúdióban a IV. album egyes számaiban, majd 1973-tól – a Presence lemez kivételével – minden későbbi stúdiófelvételen ezen játszott. (A Presence lemezen a Ludwig Silver Sparkle hallható.)
1973-ban, a Song Remains the Same felvételén a Ludwig Amber Vistalite (borostyán) hallható és látható.
- 14×10’’ tam (külön pergőállványon);
- 16×16’’ felső tam;
- 18×16’’ oldaltam;
- 26×14’’ lábdob;
- 14×6,5’’ Ludwig Supraphonic 402 pergő;
- 29’’ Machine üstdob
- 29’’ és 32’’ Universal üstdob
- Ludwig Speed King lábgép.

1977–1980 között Ludwig Stainless Steel
- 15×12’’ tam;
- 16×16’’ tam;
- 18×16’’ tam;
- 26×14’’ lábdob;
- 14×6,5’’ Ludwig Supraphonic con Mach Lugs pergő.

Elvétve a pergőt Gretsch 42 helyettesítette. Az utolsó Led Zeppelin turnén Bonzo az általában 20 tekercsrugóból álló sodrony helyett, 42 rugós sodronyt használt. Ez a készlet a tartalék volt. A dobtestek plexiből készültek. Ennek a dobszerelésnek a másolatát 2003-ban a Ludwig cég újra kiadta, limitált példányszámban.

### Cintányérok
Kizárólag Paiste cineket használt. 1970-ig Paiste Giant Beat típusút, ettől kezdve a céggel kötött megállapodás alapján teljes sorozatokat. Először a 602-es sorozatot, később a 2002-es sorozatot használta.
- 15’’ Sound Edge lábcin;
- 24’’ Ride 2002;
- 20’’ Medium Crash
- 18’’ 2002 Crash (1973-ban 18’’ Medium Crash);
- 16’’ 2002 Medium Crash;
- 36–38’’ Symphonic Gong.[69]

### Egyéb egyedi beállítások
Az 1969-es amerikai turné során kibővítette az alapkészletet kongákkal, szimfonikus zenekarok által használt üstdobokkal és gongokkal, és ezeken a Pat's Delight előadásakor játszott. A „Kashmir”-ban elektromos üstdobot használt.
Legtöbbször fehér bevonatú Remo bőröket használt, néha az eredeti Ludwigot. Használt dobbőreit ritkán cserélte, csak amikor már nagyon szükséges volt. Az átlátszó Vistallite szereléshez Remo Controlled Sound (AKA 'CS') és RCS (AKA 'black dot') bőröket tett fel, amelyek egyrétegűek, szintén átlátszóak, közepükön fekete, kör alakú erősítéssel.
A lábgép ütőjének feje közepes méretű, mint például a Remo Coated Ambassador. A lábdob belsejébe sosem tett semmilyen bélést, ami letompította volna a hangzását (ez elég általános szokás a dobosok között). Több album felvételénél a lábgépe nyikorgott, amelynek hangját hallani lehet a „Since I’ve Been Loving You”, a „The Ocean”, a „The Rain Song”, a „Houses of the Holy”, a „Ten Years Gone” és a „Bonzo’s Montreux” alatt.
Page így emlékezik erre: „Volt egy borzasztóan nyikorgó nagydob pedál a Since I’ve Been Loving You dalban. Minden alkalommal, amikor hallom, egyre hangosabban és hangosabban hangzik! (Nevet)”
Ezt a lábgépet a kortársak Speed King helyett Squeak King becenéven ismerték, mert mindig nyikorgott.

## Családja és magánélete
Bonzónak két testvére született, Michael Bonham és Deborah Bonham. Mick könyvet írt a Led Zeppelinről (halála után, 2005-ben jelent meg), Deborah pedig énekes-dalszerző lett. Bonzo unokatestvére, Billy Bonham billentyűs hangszereken játszott Terry Reid és Ace Kefford zenekaraiban.
Egy kidderminsteri bulin ismerkedett meg Pattel, akit feleségül vett, és 17 évesen családot alapított. Hamarosan megszületett fiuk, Jason (1966), majd kislányuk, Zoe (1975). Jasont 8 éves korától zeneiskolába járatta és karácsonyi ajándék gyanánt vett neki egy gyermekméretű dobfelszerelést. Jasonnek is volt tehetsége a doboláshoz. Állítólag az 1979-es knebworthi koncert próbáján a Trampled Underfoot alatt beültette az akkor 12 éves Jasont a maga helyére. Page, aki ebben a számban különösen elfoglalt a saját szólamával, nem vette észre a helycserét. Zoe is zenei pályára került, nagynénjéhez hasonlóan énekes-dalszerző lett belőle.
1969-ben West Hagley-ben vásárolt egy házat. A hetvenes években Bonzo lelkes gyűjtője lett régi sportautóknak és motorkerékpároknak, melyeket azon a worcestershire-i Cutnall Green helységhez tartozó, The Old Hyde nevű farmon tartott, ahol 1972-től a családdal együtt lakott. A Led Zeppelin koncertfilmjében (The Song Remains the Same) a Moby Dick előadása közben gyorsulási versenyek bevágott képeit láthatjuk, ezen kívül a farmon mezőgazdasági munka közben, útépítésen dolgozva, valamint ahogyan fiát, az akkor hétéves Jasont tanítja dobolni. E néhány perc betekintést nyújt abba, hogy milyen is volt Bonzo magánélete.

## Halála
Bonzo halálát az a túlfűtött életvitel okozta, amit a koncertek után és a hétköznapjaiban élt. 1980. június 27-én a nyugat-németországi Nürnbergben tartott koncert a negyedik szám (Black Dog) előadása után megszakadt, Bonzo rosszulléte miatt. Az újsághírek a kábítószerrel és az alkohollal hozták összefüggésbe az esetet, míg a zenekar többi tagja szerint egyszerűen csak kimerült volt.
1980. október 17-én, három év után indult volna az amerikai turné. Szeptember 24-én vendégeskedett Jimmy windsori házában, John Paul Jonesszal együtt (Plant nem volt jelen). Bonham a nap folyamán, a próbák alatt rengeteget ivott (a vizsgálat szerint legalább tizenhat vodkát, ami körülbelül 480 milliliternek felel meg), majd éjfél után lefektették aludni. Reggel holtan találták a szobájában. A haláleseti nyomozást az East Berkshire-i halottkém vezette, aki alkohol hatására bekövetkező tüdőödémát állapított meg, és kábítószernek nem találták nyomát. Ugyanakkor a Rock Handbook című angol kiadvány szerint Bonzo szívrohamban halt meg.
A vizsgálatot még nem zárták le, amikor október 12-én, egy Kidderminsterhez közeli kis falu, Rushock Szent Mihály templomának temetőjében eltemették minden idők egyik legjobb dobosának hamvait. A történtek a Led Zeppelin feloszlásához vezettek, amit Jimmy Page december 4-én jelentett be. Sok dobos neve felmerült a pótlására (Cozy Powell, Carmine Appice, Barriemore Barlow, Simon Kirke, Bev Bevan), de a tagok döntése ez volt: nem tudják Bonzo nélkül a Led Zeppelint folytatni.
1980 őszén Jimmy Page még azt nyilatkozta, hogy „valóságos bűntény lenne a Led Zeppelint felrobbantani”, és komolyan gondolta: „Most, hogy elvesztettük drága barátunkat, és mivel nagyon erős harmóniában éltünk és dolgoztunk, úgy döntöttünk, nem folytatjuk tovább.” A hivatalos sajtóközlemény december 4-én jelent meg. Jones 1986-ban, a terjedő pletykákra így reagált: „A Led Zeppelin nem létezik többé. Csak mi hárman vagyunk. Nagy szégyen lenne, ha valaki megpróbálná újjáalakítani a bandát.” 1988-ban Plant nyilatkozta: „A Led Zeppelin abban a pillanatban megszűnt, amikor megtudtuk Bonzo halálhírét”. „Azt mondtam nekik, nem lehet folytatni, mert ez a dolog négyükről szólt. Ők pedig mind megkönnyebbültek, mert pontosan ugyanígy gondolták.” (Peter Grant)
Phil Collins nekrológja: „Bonham halála veszteség a zenének, és egy kicsit a végét jelenti a rock and roll történetének.”
2003. január végén szülővárosának vezetése bejelentette, hogy „Redditch világhírű szülöttéről, John Henry Bonhamről a közeljövőben utcát kívánnak elnevezni. Neve felkerült arra a listára, amelyen a lehetséges névadók szerepelnek”.

## Emlékezete

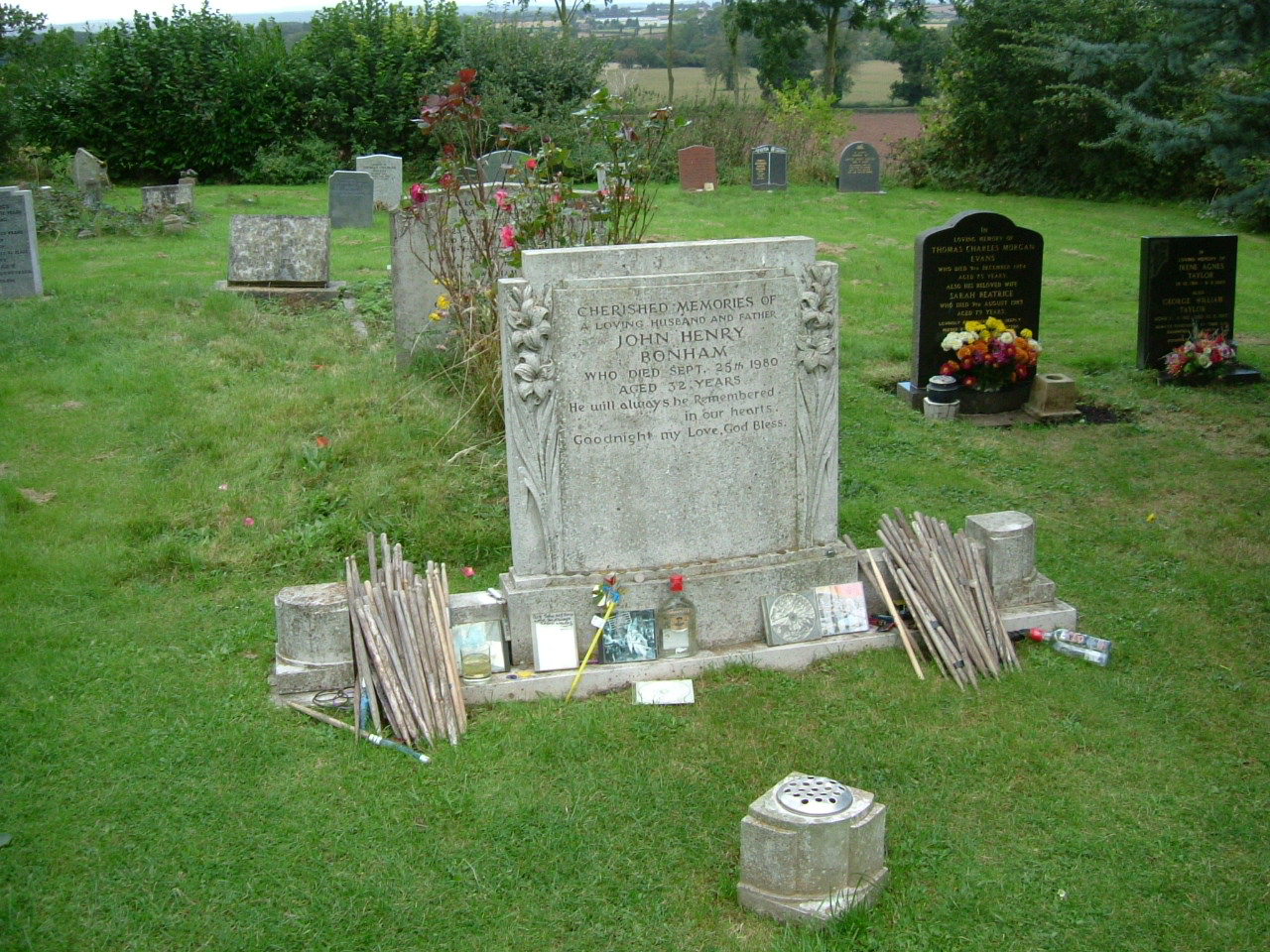
John Henry Bonham sírhelye (Rushock, Nagy-Britannia)
(a síremlék alsó részén a rajongók által ott hagyott dobverők és egyéb tárgyak láthatók)

Bonham megítélése a mai zenevilágban az egyik legegységesebb vélemény: a rockzene történetének egyik legnagyobb dobosa. 2007-ben a Stylus magazin 50 legjobb dobos listáján az első helyre tették, 2008-ban ugyanezt tartalmazza a Gigwise, a 2005-ös Classic Rock lista, és a 2010-es Music Radar 50-es lista. A Modern Drummer magazin szerint: „minden idők legjobb rock and roll dobosa”. 2008 szeptemberében Bonham vezette a Blabbermouth-listát, amelyen a meghalt zenészek szerepelnek, ezzel megelőzte Elvis Presleyt és Freddie Mercuryt.
A Rolling Stone magazin 2010 februári szavazásán Neil Peart (Rush) került az élre, megelőzve a második helyezett Bonzót és Keith Moont (The Who). Peartnak egyik példaképe John Bonham. Sok más dobos és egyéb hangszeren játszó zenész stílusára is meghatározóan hatott, így Nicko McBrain (Iron Maiden), Scott Columbus (Manowar), Jeff Porcaro, Tony Thompson (Power Station), Dave Grohl (Nirvana), Tommy Lee (Mötley Crüe), Peter Criss (Kiss), Stewart Copeland (The Police), Chad Smith (Red Hot Chili Peppers).
Tommy Aldridge (Whitesnake) a Live in the Still of the Night DVD dobszólójának egy részét, Bonhamhez hasonlóan, puszta kézzel adja elő. Roger Taylor (Queen) egyenesen kijelentette: „Minden idők legnagyobb rock and roll dobosa John Bonham, aki olyan dolgokat művelt a dobon, amilyeneket senki sem gondolt volna előtte. Az ő dobjainak volt a legnagyobb hangja – ezek hatalmasan hangzottak, és csak egy nagydobja volt. Ezen olyan gyorsan játszott, mintha még egy lett volna, és a legtöbb ember csak hárommal tudta volna eljátszani, ha tudna ennyit kezelni. És az ő technikája éget, fantasztikusan erős, óriási rock and roll érzés.” Dave Grohl szerint soha, senki sem fogja utolérni az ő teljesítményét, Chad Smith a bármikor felismerhető, karakteres játékát említi. Charlie Watts (The Rolling Stones) egyszerűen csak annyit mond: „Hála Istennek, hogy a lemezei megvannak, és hallhatom őt.”
A Led Zeppelin tagjai szerint:
- John Paul Jones, a ritmusszekció másik tagja a szoros együttműködésre helyezte a hangsúlyt, és kijelentette, hogy „Bonham volt a basszusgitárosok álma”.[9]
- Jimmy Page Bonham muzikalitását emelte ki, a dobok hangolását és megszólalását.[105] Ebben persze Page-nek is része volt, mivel ragaszkodott hozzá, hogy a dobok a stúdióban is mindig tág teret kapjanak, valamint a teljes dobhangzást mindig egyetlen sávon rögzítette, ami hozzájárult a dobok életszerű megszólalásához.[106]

Page a 2010. május 25-én, Lauren Lavern BBC6 Music show-jában adott interjúban is megemlékezett Bonhamról. Elmondta, hogy rendkívüli zenésznek tartja, akinek „határozott elképzelése volt a dobokról, a dobolásról és a zenekarba illeszkedésről.”
Életét és zenéjét feldolgozó könyvek:
- Chris Welch, Geoff Nicholls – John Bonham: A Thunder of Drums
- Joe Bergamini – John Bonham: A Thunder of Drums (nem azonos a fentivel)
- Mick Bonham – The Powerhouse Behind "Led Zeppelin"

## Közreműködései
A Led Zeppelin mellett néhány alkalommal barátaival is zenélt közösen, ezek egy része megjelent különböző albumokon.
- The Family Dogg – A Way of Life (1969)
- P. J. Proby – Three Week Hero (1969)
- Screaming Lord Sutch – Lord Sutch and Heavy Friends (1969, megjelent 1970)
  - „Wailing Sounds”
  - „Cause I Love You”
  - „Flashing Lights”
  - „Thumping Beat”
  - „Union Jack Car”
  - „Baby Come Back”
- Lulu – „Everybody’s Got to Clap Single” (1971)
- Roy Harper – Flashes from the Archives of Oblivion (live, 1974)
- The Wings – Back to the Egg (1979)
- Roy Wood – On the Road (1979)
- Various Artists – Concert for the People of Kampuchea (kiadás: 1981)